# Чарлз Дарвін
Чарлз (Чарльз) Ро́берт Да́рвін (англ. Charles Robert Darwin; 12 лютого 1809 — 19 квітня 1882) — англійський науковець, вніс ключовий вклад в популяризацію та розвиток теорії еволюції і запропонував разом з Альфредом Расселом Воллесом принципи природного добору. Після досліджень у Південній Америці і на Галапагоських островах, де він був під час навколосвітньої подорожі на кораблі «Бігль» 1831–1836, Дарвін опублікував книгу «Походження видів шляхом природного добору», в якій пояснював еволюційний процес принципами природного й статевого добору. Його теорія викликала жорстокі суперечки, оскільки, на думку деяких людей, суперечила Книзі Буття Біблії (див. Креаціонізм).
Чарлз Дарвін жив в епоху бурхливого суспільного розвитку, коли природознавство було на піднесенні, а в науці здійснювались важливі відкриття. Він не мав систематичної біологічної освіти (два роки навчався на медичному факультеті в Единбурзі, а потім перейшов до Кембриджського університету, де в 1831 році закінчив богословський факультет), але дуже захоплювався природничими науками, цілеспрямовано вивчав спеціальну літературу, займався колекціонуванням, мисливством, брав участь в експедиційних дослідженнях геології, фауни, флори окремих районів Англії, був спостережливим, занотовував бачене і намагався дати йому раціональне пояснення. Він зблизився з такими відомими науковцями як зоолог Грант, ботанік Генслоу, геолог Седжвік. І не дивно, що, коли виникла потреба рекомендувати досвідченого натураліста до складу експедиції, Генслоу назвав саме Чарлза Дарвіна, який мав достатні природничі знання і навички польового дослідника.

## Біографія

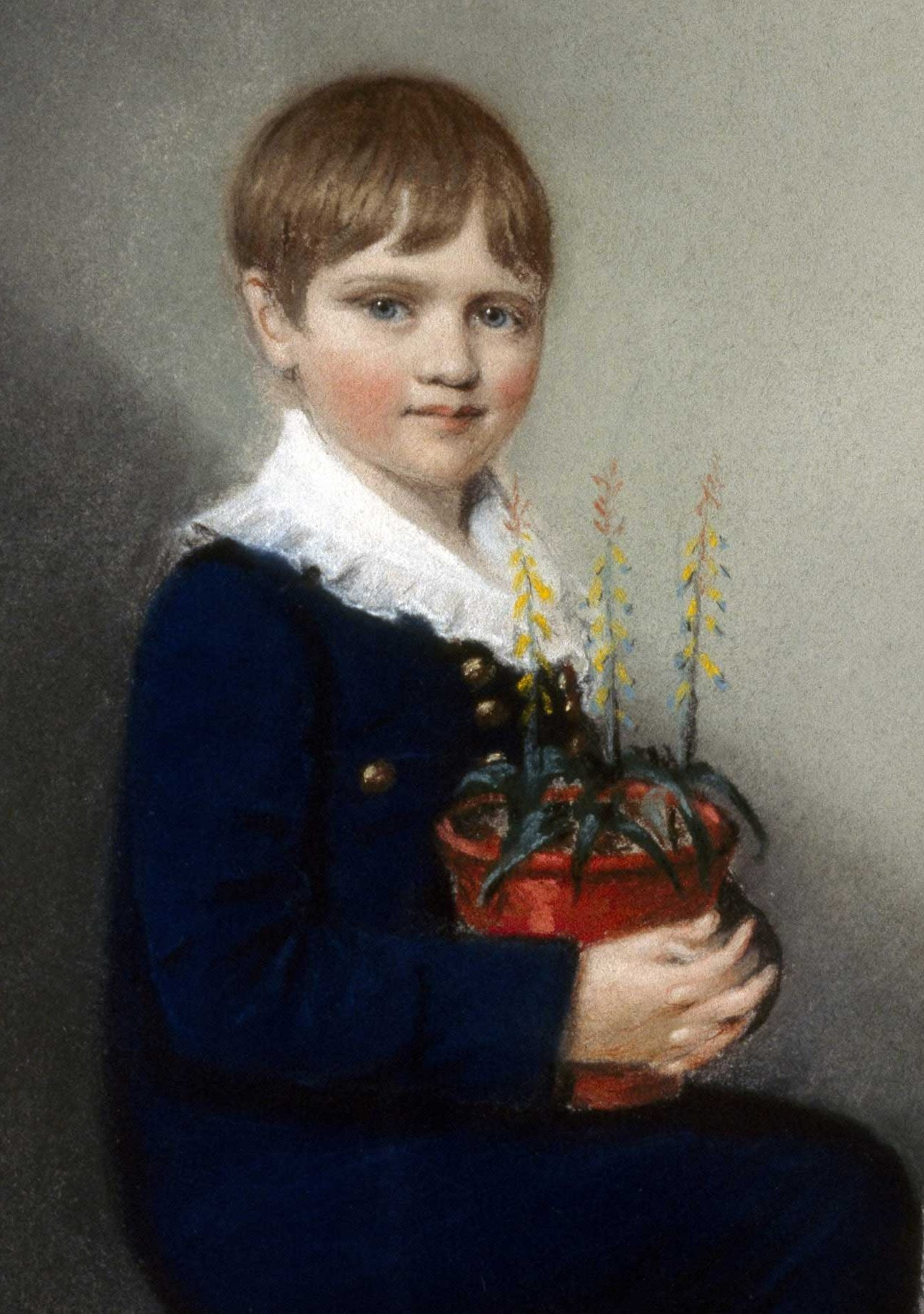
Чарльз Дарвін у семирічному віці (1816), за рік до передчасної смерті його матері.

### Дитинство та юність

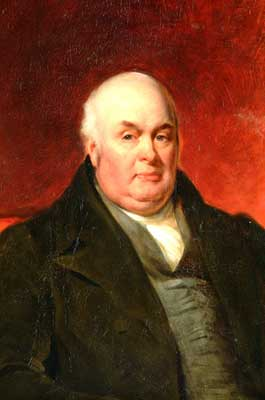
Батько Чарльза — Роберт Дарвін.

Чарлз Дарвін народився 12 лютого 1809 року в Шрусбері, графство Шропшир, у родовому маєтку Маунт Хаус (англ. Mount House). П'ятий із шести дітей заможного лікаря та фінансиста Роберта Дарвіна і Сьюзенн Дарвін (уроджена Веджвуд). Він є онуком Еразма Дарвіна по батьківській лінії і Джозайя Веджвуда по материнській. Обидва сімейства в значній частині були унітаріанцями, однак Веджвуди були адептами англіканської церкви. Сам Роберт Дарвін був досить вільних поглядів, і погодився з тим, щоб маленький Чарлз отримав причастя в Англіканській церкві, але в той же час Чарлз та його брати разом з матір'ю відвідували Унітаріанську церкву. До того часу, як він вступив у денну школу 1817 року, восьмирічний Дарвін уже долучився до природної історії та колекціювання. У цьому році, в липні, помирає його мати. З вересня 1818 року він разом зі старшим братом Еразмом відвідував найближчу Англіканську Шрусберську школу як пансіонер. Перед тим як вирушити зі своїм братом Еразмом до університету Единбурга, влітку 1825 року, він був асистентом-учнем та допомагав батькові в його медичній практиці, надаючи допомогу біднякам Шропширу.

### Единбурзький період життя 1825—1827
Дарвін вивчав в Единбурзькому університеті медицину. Під час навчання він виявив, що лекції нудні, а хірургія завдає страждання, тому він залишив медицину. Замість цього він вивчав таксидермію у Джона Едмонстоуна, який набув свій досвід, супроводжуючи Чарлза Ватертона під час експедиції в дощові ліси Південної Америки.
У наступному році, будучи студентом кабінету природної історії, він приєднався до Плініївського студентського товариства, в якому активно обговорювався радикальний матеріалізм. У цей час він асистував Роберту Едмонду Гранту в його дослідженнях анатомії та життєвого циклу морських безхребетних. На засіданнях товариства в березні 1827 року він представив короткі повідомлення про свої перші відкриття, які змінювали погляд на звичні речі. Зокрема він показав, що так звані яйця моховинки Flustra мають здатність самостійно рухатися за допомогою війок і насправді є личинками; в іншому відкритті він зауважив, що маленькі кулясті тіла, які вважалися молодими стадіями водорості Fucus loreus, являють собою яйцеві кокони хоботної п'явки Pontobdella muricata. Одного разу, в присутності Дарвіна, Грант вихваляв еволюційні ідеї Ламарка. Дарвін був вражений цією захоплюючою промовою, але продовжував мовчати. Згодом він почерпнув подібні ідеї у свого діда — Еразма, прочитавши його Зоономію, і тому вже був у курсі протиріч цієї теорії. Протягом другого року перебування в Единбурзі Дарвін відвідував курс натуральної історії Роберта Джемсона, який охоплював геологію, включаючи полеміку між нептуністами та плутоністами. Однак тоді Дарвін не відчував пристрасті до геологічних наук, хоча отримав достатню підготовку, щоб розумно судити про цей предмет. У цей час він вивчив класифікацію рослин і брав участь в роботі з великими колекціями в Університетському музеї, одному з найбільших музеїв Європи того періоду.

### Кембриджський період життя 1828—1831

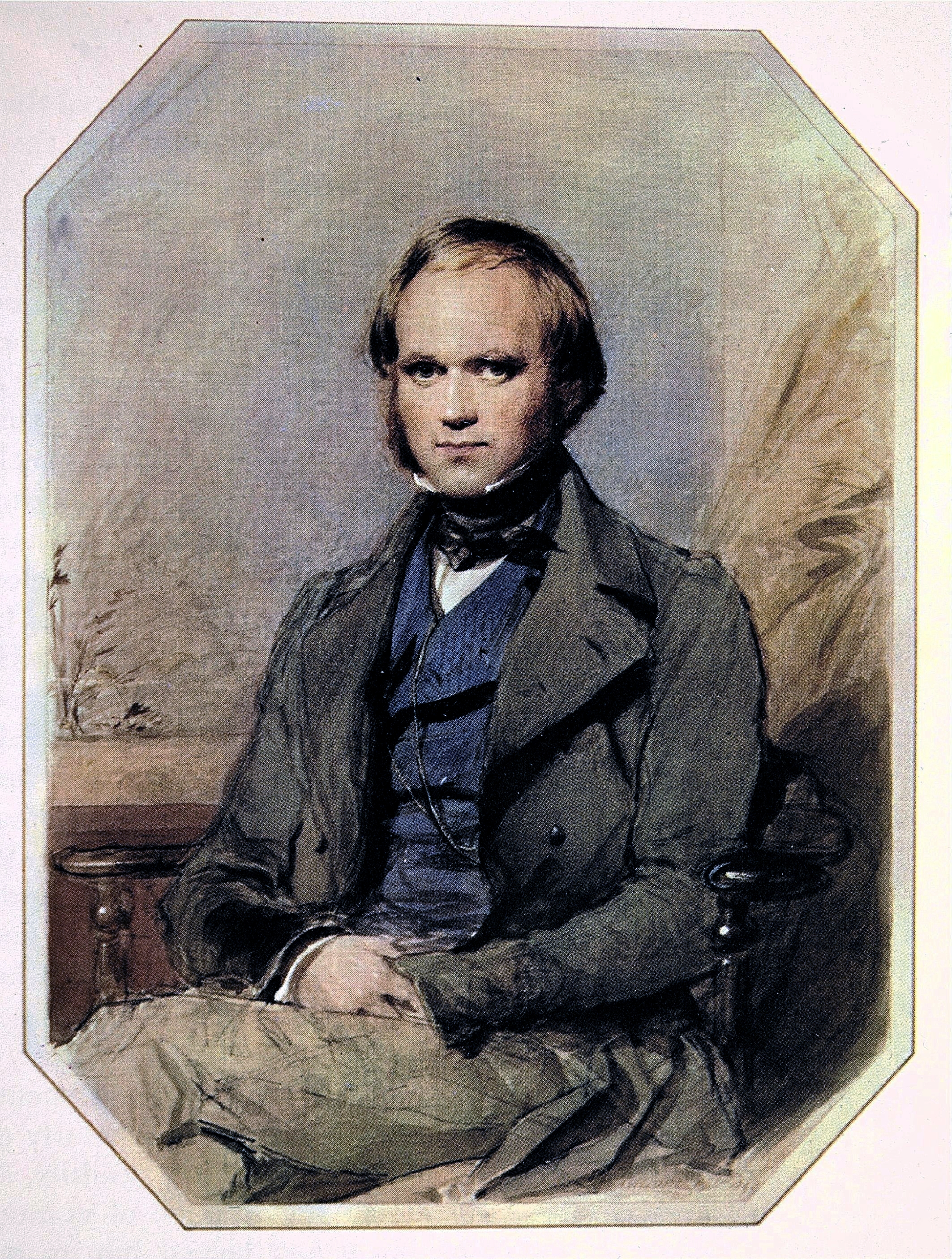
Ще будучи молодим чоловіком, Дарвін став членом наукової еліти. (Портрет роботи Джорджа Річмонда, 1830-і роки.)

Батько Дарвіна, дізнавшись, що син закинув вивчення медицини, був роздратований і запропонував йому вступити до Кембриджського християнського коледжу та отримати сан священика Англіканської церкви. За словами самого Дарвіна, дні, проведені в Единбурзі, посіяли в ньому сумніви в догматах англіканської церкви. У цей час він старанно читав богословські книги і врешті переконав себе в прийнятності церковних догматів і готувався до вступу. Під час навчання в Единбурзі він забув деякі основи, необхідні для вступу на теологію, займався з приватним викладачем в Шрусбері та поступив у Кембридж після різдвяних канікул на початку 1828 року.
Дарвін почав вчитися, але, за словами самого Дарвіна, він не надто заглибився в навчання, присвячуючи більше часу їзді верхи, стрільбі з рушниці та полюванню. Його кузен Вільям Фокс познайомив його з ентомологією та зблизив з колом осіб, які захоплювалися колекціюванням комах. У результаті в Дарвіна прокинулася пристрасть до колекціювання жуків. Сам же Дарвін на підтвердження свого захоплення навів таку історію: «Одного разу, здираючи з дерева шматок старої кори, я побачив двох рідкісних жуків і схопив кожною рукою по одному з них, але тут я побачив третього, якогось нового роду, якого я ніяк не в змозі був упустити, і я засунув того жука, якого тримав у правій руці, в рот. На жаль! Він випустив якусь надзвичайно їдку рідину, яка так обпекла мені язик, що я змушений був виплюнути жука, і я втратив його, так само як і третього». Замальовки деяких з його знахідок були опубліковані в книзі Стівенса (англ. James Francis Stephens) «Ілюстрації британської ентомології».

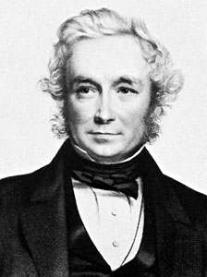
Джон Стівенс Генслоу

Він став близьким другом та послідовником професора ботаніки Джона Стівенса Генслоу. Завдяки знайомству з Генслоу він познайомився з іншими провідними натуралістами, ставши відомим у їх колі як «Той, що гуляє з Генслоу». Коли наблизилися іспити, Дарвін зосередився на навчанні. У цей час він читав «Доказ Християнства» Вільяма Пале, чия мова і виклад захопили Дарвіна. По закінченню навчання, в січні 1831 року, Дарвін добре просунувся в теології, вивчив класиків літератури, математику і фізику, у підсумку став 10-м у списку з усіх 178, хто успішно склав іспит.
Дарвін залишався в Кембриджі до червня. Він вивчив працю Пале «Природна Теологія», в якій автор навів теологічні аргументи для пояснення природи єства, пояснюючи адаптацію як вплив Бога за допомогою законів природи. Він читав нову книгу Гершеля, яка описує найвищу мету природної філософії як осягнення законів через індуктивні міркування, засновані на спостереженнях. Також особливу увагу він приділяв книзі Александра фон Гумбольдта «Особисте оповідання», в якій автор описав свої подорожі. Описи острова Тенерифе, які навів Гумбольт, заразили Дарвіна та його друзів ідеєю податися туди по завершенні навчання для занять природною історією в умовах тропіків. Для підготовки до цього він навчався на курсі геології преподобного Адама Седжвіка, а опісля вирушив з ним влітку на картографування порід в Уельсі. Через два тижні, повернувшись після нетривалої геологічної поїздки по Північного Уельсу, він знайшов лист від Генслоу, в якому той рекомендував Дарвіна як відповідну людину на неоплачувану посаду натураліста капітану «Бігля», Роберту Фіцрою, під чиїм командуванням через чотири тижні повинна початися експедиція до берегів Південної Америки. Дарвін готовий був тут же прийняти пропозицію, проте його батько заперечував проти такого роду пригоди, оскільки вважав, що дворічний вояж — це не що інше, як марна трата часу. Але своєчасне втручання його дядька Джозайя Веджвуда II схилило батька дати згоду.

### Навколосвітня подорож
Наприкінці 1831 року почалась п'ятирічна навколосвітня подорож на кораблі «Бігль». Ця подорож була важливою подією у житті Дарвіна, справжньою школою для нього. Інтенсивно працюючи як геолог, зоолог, ботанік, він зібрав величезний і дуже цінний науковий матеріал, який відіграв виняткову роль у розвитку еволюційної ідеї. Геологічні спостереження на океанічних островах у Південній Америці, Кордильєрах та інших місцях підтвердили думку Чарлза Лаєлла про постійну зміну поверхні Землі під впливом зовнішніх і внутрішніх причин. Зіставляючи різні факти, Дарвін приходить до висновку, що вимирання видів тварин і рослин минулих епох не можна пояснити якимись «великими катастрофами».
Дарвіну належить ряд цікавих палеонтологічних знахідок. Порівняння скелетів викопних лінивців, панцирників і тих, що існують тепер, показало, що їх кістяк характеризується багатьма спільними рисами; разом з тим у будові їх скелета є помітні відміни. Проаналізувавши численні факти, Дарвін прийшов до висновку, що вимерлі тварини й ті, що існують зараз, мають спільне походження, але останні істотно змінились. Причиною цього могли бути зміни, що відбувались із часом на земній поверхні. Вони ж могли бути й причиною вимирання видів, рештки яких знаходять у земних нашаруваннях.

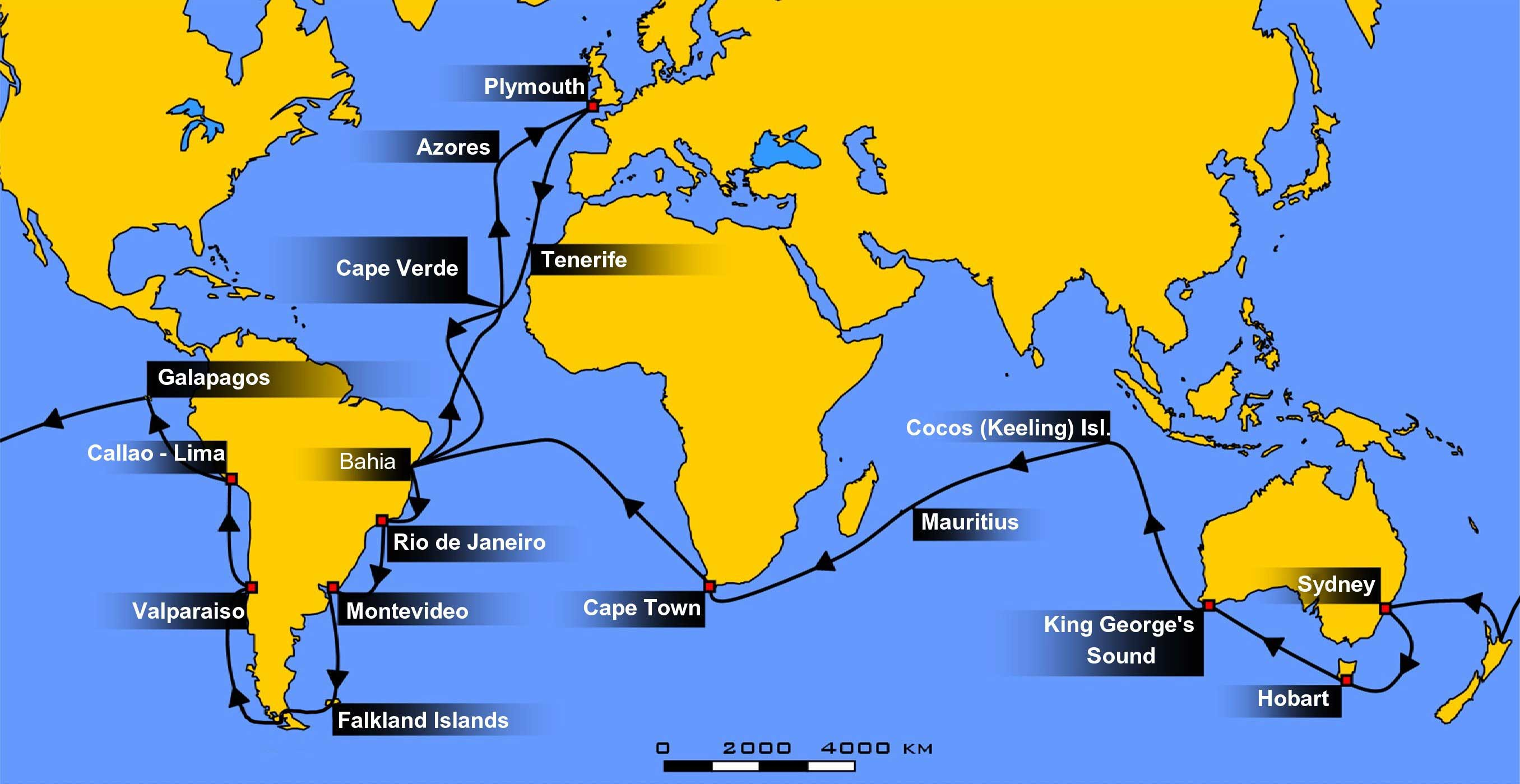
Маршрут навколосвітньої подорожі Чарлза Дарвіна

За час навколосвітньої подорожі Чарлз Дарвін зібрав цікаві матеріали, які пояснюють закономірності географічного поширення організмів у широтному (від Бразилії до Вогняної Землі) і у вертикальному (при підйомі в гори) напрямах. Він звернув увагу на залежність фауни і флори від умов існування тварин і рослин. Особливо цінний матеріал Чарлз Дарвін зібрав на островах Галапагоського архіпелагу, які знаходяться в екваторіальній зоні Тихого океану на відстані 800—900 км на захід від берегів Південної Америки. Дарвіна особливо вразила своєрідність фауни і флори Галапагосів. На архіпелагу трапляється порівняно небагато видів, але для більшості з них характерною є велика кількість особин. Дарвін зібрав 26 видів наземних птахів, причому всі вони, за винятком одного, цілком особливі і більше ніде не трапляються. Він описав види і підвиди в'юрків — птахів-ендеміків, тобто поширених тільки в цьому районі. Крім інших ознак, види в'юрків відрізняються формою і розмірами дзьоба — від масивного, як у костогриза, до невеликого і тоненького, як у зяблика чи вільшанки. Дарвін довів, що особливості будови дзьоба залежать від характеру їжі птахів (насіння рослин, комахи тощо). Цікаво, що на різних островах трапляються різні форми в'юрків, і Дарвін зауважив, що можна дійсно уявити собі, що був взятий один вид і модифікований в різних кінцях архіпелагу. Цих птахів зоологи називають дарвіновими в'юрками.
Порівнюючи фауну Галапагосів і Південної Америки, Дарвін констатував, що тваринний світ архіпелагу несе відбиток материкових форм і разом з тим є особливим галапагоським варіантом. Подібне явище він спостерігав і на островах Зеленого Мису, де встановив схожість острівних форм тварин з африканськими видами. Ці й інші факти навели Дарвіна на думку про те, що острови заселялись материковими формами, від яких походять види, що істотно змінились у нових умовах існування на островах. Він також замислився над питанням про значення ізоляції в диференціюванні видів. Пізніше Дарвін писав, що особливість і характер поширення галапагоських організмів та інші факти так вразили його, що він почав систематично збирати всі факти, які стосуються видів.
Перебування Дарвіна на Вогняній Землі і зустріч з аборигенами навели його на сміливу думку про тваринне походження людини. Вивчення структури коралових рифів було основою для розроблення Дарвіном теорії утворення коралових островів.
Після повернення з подорожі 2 жовтня 1836 р. Дарвін детально опрацював і опублікував зібрані геологічні, зоологічні та інші матеріали і працює над розробкою ідеї історичного розвитку органічного світу, що зародилась ще під час подорожі. Понад 20 років він настирливо розвивав і обґрунтовував цю ідею, продовжував збирати і узагальнювати факти, особливо з практики рослинництва і тваринництва.

## Основні наукові роботи

### Ранні роботи (до «Походження видів»)
Незабаром після повернення з подорожі Дарвін видав книгу, відому під скороченою назвою «Подорож натураліста навколо світу на кораблі „Бігль“» (1839 рік). Вона мала великий успіх, і друге, розширене видання (1845) було перекладене багатьма європейськими мовами та багато разів перевидавалося. Дарвін взяв також участь у написанні п'ятитомної монографії «Екологія подорожі» (1842). Як зоолог Дарвін вибрав об'єктом свого вивчення вусоногих раків, і незабаром став найкращим у світі фахівцем з цієї групи. Він написав і видав чотиритомну монографію «Вусоногі раки» (Monograph on the Cirripedia, 1851—1854 роки), якою зоологи користуються досі.

### Праця «Походження видів»

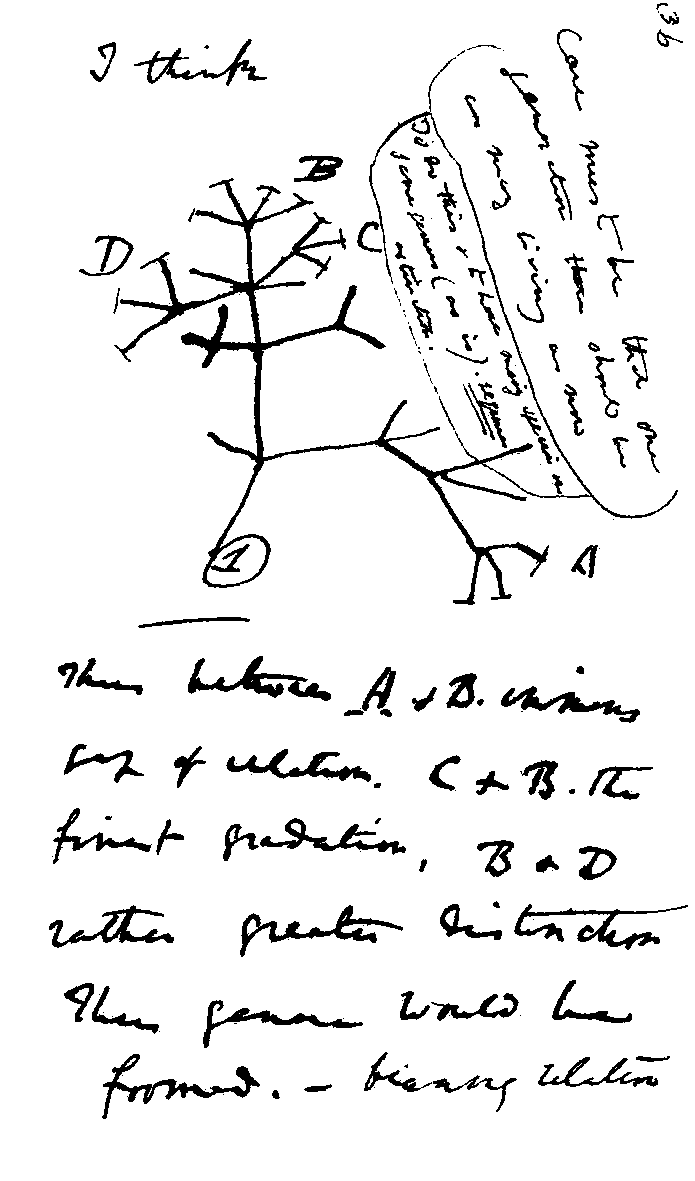
У середині липня 1837 Дарвін почав свій записник «B» про Трансмутацію Видів, на сторінці 36 він написав «Я думаю» про своє перше еволюційне дерево

24 листопада 1859 р. вийшла в світ праця Чарлза Дарвіна «Походження видів шляхом природного добору або збереження обраних рас у боротьбі за життя». Книга, в якій майстерно викладені і всебічно обґрунтовані наукові основи еволюційної теорії, користувалась великою популярністю, і весь її наклад був розпроданий в перший же день. Появу «Походження видів» один із сучасників Дарвіна образно порівнював з вибухом, «якого ще не бачила наука, який так довго підготовлювався і так раптово прогримів, так нечутно підведений і так смертоносно разючий. За розмірами і значенням заподіяного руйнування, за тим відлунням, яке відгукнулося в найвіддаленіших галузях людської думки, це був науковий подвиг, що не мав собі подібного». Епохальна праця Дарвіна сім разів перевидавалась за життя автора, вона швидко стала відомою науковцям інших країн і була перекладена більшістю європейських мов.
Після публікації «Походження видів» Чарлз Дарвін продовжував працю над обґрунтуванням еволюційної теорії. У 1868 р. він опублікував капітальну працю «Зміна свійських тварин і культурних рослин», де  проаналізував закономірності мінливості, спадковості, штучного добору. Ідею історичного розвитку рослин і тварин Дарвін поширив і на проблему походження людини. У 1871 р. вийшла його книга «Походження людини і статевий добір», у якій детально проаналізовані численні докази тваринного походження людини. «Походження видів» і наступні дві книги становлять єдину наукову трилогію, в яких наведено докази історичного розвитку органічного світу, встановлено рушійні сили еволюції, визначено шляхи еволюційних перетворень, нарешті, показано, як і з яких позицій слід вивчати складні явища і процеси природи. Дарвін опублікував 12 томів своїх творів. Дуже цікавою є його автобіографія «Спогади про розвиток мого розуму і характеру».
Чарлз Дарвін відзначався гострою спостережливістю, досить розвинутими аналітичними здібностями, науковою добропорядністю, винятковою працьовитістю, спрямованістю і акуратністю в роботі. До останніх днів свого життя він не припиняв систематичних наукових досліджень. Так, ще 17 березня 1882 р. Дарвін вів спостереження у своєму саду, а 19 квітня він помер. Похований Дарвін у Вестмінстерському абатстві в Лондоні поряд з Ньютоном, Фарадеєм та іншими видатними науковцями Англії.

### Пізні роботи (після «Походження видів»)
1868 року Дарвін опублікував свою другу працю, пов'язану з теорією еволюції — «Зміна тварин і рослин під впливом одомашнення» (англ. The Variation of Animals and Plants under Domestication), в яку увійшло безліч прикладів еволюції організмів. 1871 року з'явилася ще одна важлива праця Дарвіна — «Походження людини і статевий добір» (англ. The Descent of Man, and Selection in Relation to Sex), де Дарвін привів аргументи на користь природного походження людини від тварин (мавпоподібних предків). Серед інших відомих пізніх робіт Дарвіна — «Запилення у орхідних» (англ. The Fertilization of Orchids, 1862), «Вираження емоцій у людини і тварин» (англ. The Expression of the Emotions in Man and Animals, 1872); «Дія перехресного запилення та самозапилення в рослинному світі» (англ. The Effects of Cross-and Self-Fertilization in the Vegetable Kingdom, 1876).

## Дарвін і релігія
Дарвін походив із нонконформістського середовища. Хоча деякі члени його сім'ї були вільнодумцями, відкрито заперечували традиційні релігійні вірування, він сам спочатку не піддавав сумніву буквальну істинність Біблії. Він ходив до англіканської школи, потім у Кембриджі вивчав англіканську теологію, щоб стати пастором, і був повністю переконаний телеологічним аргументом Вільяма Пейлі, згідно з яким розумне пристосування, видиме в природі, доводить існування Бога. Проте його віра почала хитатися під час подорожі на «Біглі». Він піддавав сумніву побачене, дивуючись, наприклад, чарівним глибоководним створінням, створеним у таких глибинах, в яких ніхто не зміг би насолодитися їх виглядом, здригаючись при вигляді оси, паралізуючої гусениць, які повинні послужити живою їжею для її личинок. В останньому прикладі він бачив явне протиріччя уявленням Пейлі. Подорожуючи на «Біглі», Дарвін все ще дотримувався цілком ортодоксальних поглядів і цілком міг посилатися на авторитет Біблії в питаннях моралі, проте поступово почав розглядати історію творіння, в тому вигляді, в якому вона представлена в Старому Завіті, як помилкову і таку, що не заслуговує довіри: «… усвідомив те, що Старий Завіт з його до очевидності хибною історією світу, з його вавилонською вежею, веселкою як знамення завіту і т. д. і т.ін.,… заслуговує довіри не більшою мірою, ніж священні книги індусів чи вірування якогось дикуна».

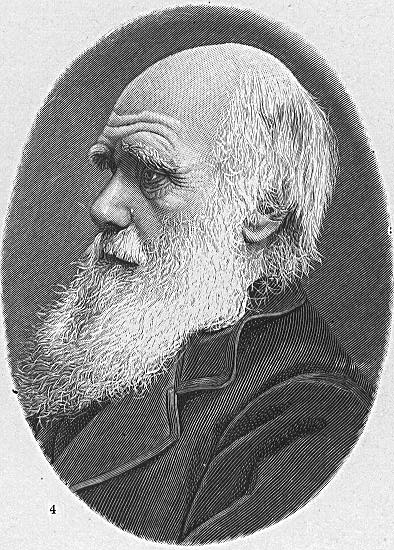
Чарлз Дарвін у похилому віці

Після повернення він розпочав збирати докази мінливості видів. Він знав, що його релігійні друзі-натуралісти вважають подібні погляди маячнею, що підриває чудові пояснення соціального порядку і знав, що настільки революційні ідеї будуть зустрінуті особливо вороже в той час, коли позиції Англіканської церкви опинилися під вогнем радикальних дисентерів і атеїстів. У таємниці розвиваючи свою теорію природного добору, Дарвін навіть писав про релігію як про племінну стратегію виживання, вірячи в Бога як у верховну істоту, що визначає закони цього світу. Його віра поступово слабшала з часом і, зі смертю його дочки Енні 1851 року, Дарвін, нарешті, втратив всяку віру у християнство. Він продовжував надавати підтримку місцевій церкві та допомагав парафіянам у загальних справах, однак по неділях, коли вся сім'я прямувала до церкви, йшов на прогулянку. Пізніше, коли його запитували про релігійні погляди, Дарвін писав, що ніколи не був атеїстом, у тому сенсі, що не заперечував існування Бога, і що загалом «було б більш правильно описати стан мого розуму як агностичний».
Поряд з цим, окремі висловлювання Дарвіна можна розцінювати як деїстичні або атеїстичні. Так, шосте видання «Походження видів» (1872 рік) закінчується словами в дусі деїзму: «Є велич у цьому погляді, за яким життя з його різними проявами Творець спочатку вдихнув в одну або обмежене число форм, і, тим часом як наша планета продовжує обертатися, згідно з незмінними законами тяжіння, з такого простого початку розвинулося і продовжує розвиватися нескінченне число найпрекрасніших і найдивовижніших форм». При цьому Дарвін відзначав, що уявлення про розумного творця як першопричину «сильно володіло мною приблизно в той час, коли я писав „Походження видів“, але саме з цього часу його значення для мене почало, вкрай повільно і не без багатьох коливань, чимраз більше слабнути». Як атеїстичні, можна розцінювати висловлювання Дарвіна в його листі Гукеру (1868 рік): «… не згоден, що стаття правильна, я знаходжу жахливим твердження, ніби релігія не спрямована проти науки… проте коли я кажу, що вона неправильна, я аж ніяк не впевнений, чи не було б найрозумнішим для людей науки повністю ігнорувати всю сферу релігії». В «Автобіографії» Дарвін писав: «Так потроху закрадалася в мою душу зневіра, і врешті-решт я став зовсім невіруючим. Але відбувалося це настільки повільно, що я не відчував ніякого жалю і ніколи відтоді навіть на єдину мить не засумнівався у правильності мого висновку. І справді, навряд чи я в змозі зрозуміти, яким чином хтось міг би бажати, щоб християнське вчення виявилося істинним, бо якщо воно таке, то нехитрий текст [Євангелія] показує, очевидно, що люди невіруючі — а в їх число треба було б включити мого батька, мого брата і майже всіх моїх найкращих друзів — понесуть вічне покарання. Огидне вчення!».
У написаній ним біографії діда Еразма Дарвіна Чарлз згадував про помилкові чутки, згідно з якими Еразм волав до Господа на смертному одрі. Дуже подібні історії супроводжували кончину самого Чарлза. Найбільшу популярність з них здобула так звана «історія леді Гоуп», англійської проповідниці, опублікована 1915 року, в якій стверджувалося, що Дарвін зазнав релігійного навернення під час хвороби незадовго до смерті. Подібні історії активно поширювалися різного роду релігійними групами і, врешті решт, набули статусу легенд, проте вони були спростовані дітьми Дарвіна та відкинуті істориками як помилкові.

## Особисте життя
29 січня 1839 року Дарвін одружився зі своєю кузиною Еммі Веджвуд. Церемонія одруження була проведена в традиціях Англіканської церкви та відповідно до унітаріанських традицій. Спочатку пара жила на Ґовер Стріт у Лондоні, потім 17 вересня 1842 переїхала в Даун (графство Кент). У Дарвіна було десятеро дітей, троє з яких померли в ранньому віці. Багато хто з дітей та онуків самі досягли значних успіхів.
- Вільям Еразм Дарвін (англ. William Erasmus Darwin) (27 грудня 1839 — 8 вересня 1914);
- Енні Елізабет Дарвін (англ. Anne Elizabeth Darwin) (2 березня 1841 — 23 квітня 1851)
- Мері Елінор Дарвін (англ. Mary Eleanor Darwin) (23 вересня 1842 — 16 жовтня 1842)
- Генрієтта Емма «Етті» Дарвін (англ. Henrietta Emma "Etty" Darwin) (25 вересня 1843 — 17 грудня 1929)
- Джордж Говард Дарвін (англ. George Howard Darwin) (9 липня 1845 — 7 грудня 1912)
- Елізабет «Бессі» Дарвін (англ. Elizabeth "Bessy" Darwin) (8 липня 1847 — 1926)
- Френсіс Дарвін (англ. Francis Darwin) (16 серпня 1848 — 19 вересня 1925)
- Леонард Дарвін (англ. Leonard Darwin) (15 січня 1850 — 26 березня 1943)
- Горацій Дарвін (англ. Horace Darwin) (13 травня 1851 — 29 вересня 1928)
- Чарльз Ворін Дарвін (англ. Charles Waring Darwin) (6 грудня 1856 — 28 червня 1858)

Деякі з дітей були хворобливими або слабкими і Дарвін боявся, що причина цього в їх родинній близькості з Еммою, що було відображено в його роботах по хворобливості нащадків від близькоспорідненого схрещування та переваги далеких схрещувань.

## Цікаві факти
- Племінник Дарвіна, засновник соціометрії, англійський антрополог Френсіс Гальтон у книзі «Спадковість генія», між іншим відзначив, що Чарлз Дарвін є нащадком київської княжни Анни Ярославни. Френсіс Гальтон пояснював мудрість британського природознавця тим, що Дарвін походить від найрозумнішої жінки свого часу — королеви Анни, доньки Ярослава Мудрого.
- 17 квітня 2008 року відкрито вільний та необмежений доступ у мережі Інтернет до архіву Чарлза Дарвіна, котрий зберігається в Кембриджському університеті. Цей архів (90 тисяч документів) передали університету нащадки дослідника в 1942 році.
- На честь ученого назвали вид приматів, котрий існував в еоцені — Darwinius masillae.
- Карл Маркс мав намір присвятити Дарвіну другий том «Капіталу», але Дарвін відмовився від цієї пропозиції.
- На честь вченого назвали астероїд 1991 Дарвін і кратер на видимому боці Місяця.
- Чарлза Дарвіна зобразили на британській банкноті номіналом 10 фунтів.[28]